# Plateau du Tagant
Le plateau du Tagant est situé en Mauritanie, dans le centre-sud du pays, dans la région du Tagant.

## Géographie
C'est un plateau précambrien d'environ 20 000 km2, habité par environ 80 000 personnes, dont plus de la moitié vivent dans ses trois villes : Tidjikja, Tichit et Moudjeria. Le plateau fait partie d'une chaîne d'escarpements montagneux qui séparent le désert du Sahara du bassin du fleuve Sénégal et de l'océan Atlantique.

## Histoire
Le plateau du Tagant était autrefois une route de caravanes du commerce transsaharien, comme le montre la cité historique de Ksar El Barka. Parmi les peintures rupestres on trouve celles de la grotte Leila, d'Acharim, de Tin Ouadin et d'Agneitir Dalma.
La région a été dirigée un certain temps par l'émirat du Tagant (Taganet/Taganit), avec pour capitale Tidjikdja.

## Climat
Le climat est aride et chaud, les mois les plus chauds étant mai-juillet, et les précipitations entre juin et octobre, avec un maximum en août d'environ 40 mm et une moyenne annuelle de 110 à 150 mm.